# 池田真美子
池田真美子（日语：／ Ikeda Mamiko），日本女編劇。日本編劇聯盟會員。慶應義塾大學畢業。

## 來歷、人物
池田真美子曾經參與多種類型動畫作品的劇本統籌等工作。
她也為動畫《Keroro軍曹》裡的插入曲「Giroro伍長最長的一天」填詞，這是她的代表作。
經常參加櫻井弘明導演的作品。
根據本身的Facebook頁面，截至2014年，她住在義大利米蘭，在那裡經營一家日本和服租賃公司。

## 參加作品
粗體字表示劇本統籌作品。

### 電視動畫
初次參加時期不明
- 哆啦A夢 (1979年版)

1992年
- 蔬果村的故事

1993年
- 叮噹貓

1994年
- 飛天少女豬
- 七海的堤可
- 家有賤狗[1]

1995年
- 酷媽寶貝蛋

1997年
- 天才小魚郎
- 哈利動物園 (第2期)（日语：はりもぐハーリー）

1998年
- 天才小魚郎RV

1999年
- 丸少爺
- 天使不設防！
- 櫻桃小丸子 (第2期)

2000年
- 隨風飄的月影蘭
- 萬有引力
- 幽浮寶貝

2001年
- 妙妙魔法屋
- 魔法水果籃 (2001年版)

2002年
- 我們這一家
- 妙妙魔法屋2
- 七人之奈奈
- 彩夢芭蕾

2003年
- 戀愛小魔女
- 妙妙魔法屋3
- 初音島[2]
- 鈴鐺貓娘Nyo
- 6/17秀逗美眉

2004年
- 怪傑佐羅利
- Keroro軍曹[注 1]
- 現視研
- 美鳥的日記
- Legendz 龍王甦醒傳說

2005年
- 英國戀物語艾瑪[3]
- 魔界女王候補生
- 喜歡所以喜歡

2006年
- 鍵姬物語 永久愛麗絲輪舞曲（日语：鍵姫物語 永久アリス輪舞曲）
- 忍者少女！
- 我們的存在

2007年
- 英國戀物語艾瑪 第二幕[4]
- GO！純情水泳社！[5]
- 藍蘭島漂流記[6]
- 忍者少女!!
- 悲慘世界 少女珂賽特
- 魔法人力派遣公司[7]

2008年
- 狂亂家族日記[8]
- 守護甜心!! 心跳
- 小雙俠 (2008年版)

2009年
- 只想告訴你
- 鋼殼都市雷吉歐斯[9]
- 奇蹟少女KOBATO.
- 塔麻可吉！
- 天國少女[10]
- 元氣媽媽

2010年
- 學生會長是女僕！
- 寶石寵物 Twinkle☆

2011年
- 異國迷宮的十字路口 The Animation
- 幸福光暈 ～hitotose～

2012年
- BRAVE10

### 電影動畫
1994年
- 家有賤狗：原始家有賤狗[11]

2000年
- 哆啦A夢七小子：火車大暴走！

2001年
- 哆啦美與哆啦A夢七小子：宇宙樂園之千鈞一髮！
- 鈴鐺貓娘：星之旅

2006年
- 超劇場版 Keroro軍曹

### OVA
2003年
- 鈴鐺貓娘劇場 就交給初子吧！

2004年

### 真人電影
2009年
- 新宿區歌舞伎町保育園（日语：新宿区歌舞伎町保育園）（編劇）

## 腳註

## 相關項目
- 日本動畫師列表（日语：アニメ関係者一覧）

## 外部連結
- 池田真美子的Facebook專頁 （日語）